# Georg Mörsch

Georg Mörsch (1997)

Georg Mörsch (* 15. März 1940 in Aachen) ist ein deutscher, von 1980 bis 2005 an der ETH Zürich lehrender Kunsthistoriker und Denkmalpfleger.

## Leben und Wirken
Der aus dem Rheinland stammende Mörsch war zunächst beim dortigen Landeskonservator tätig und als Referent für Köln zuständig. Danach wurde er Professor für Denkmalpflege an der ETH Zürich. Auch während seiner langjährigen Tätigkeit in Zürich blieb er stets in intensivem Kontakt mit den deutschen Institutionen der Denkmalpflege, engagierte sich als Direktor des Instituts für Denkmalpflege der ETH aber auch leidenschaftlich in der Schweizer Denkmalpflege. So war er als Mitglied der Eidgenössischen Kommission für Denkmalpflege wesentlich an der Ausarbeitung der Leitsätze der Denkmalpflege in der Schweiz beteiligt, begleitete wissenschaftlich die Restaurierung der Kathedrale von Chur, war in zahlreichen Jurys aktiv und verfasste Fachgutachten, die unter anderem zum Erhalt des Gebäudes des Kino Küchlins in Basel beitrugen.
Er erhielt im November 2005 den vom Deutschen Nationalkomitee für Denkmalschutz verliehenen Karl-Friedrich-Schinkel-Ring, den höchsten deutschen Preis für Denkmalschutz. Anlässlich seines 70. Geburtstages wurde von Hans-Rudolf Meier und Ingrid Scheurmann die Festschrift Denkmalwerte Beiträge zur Theorie und Aktualität der Denkmalpflege herausgegeben.
Mörsch hat sich als konsequenter Verfechter selbstbewussten zeitgenössischen Bauens auch im historischen Ambiente und als Kritiker von Rekonstruktionen und harmonisierender Anpassungsarchitektur positioniert.
Beispielsweise favorisierte er ein Neubauprojekt für das Stadtmuseum Rapperswil, das zwischen dem Breny-Turm aus dem 13. Jahrhundert und dem spätgotischen Breny-Haus von 1492 geplant war:

„Warum muss es denn, bitte, zusammenpassen? Oder in welcher Hinsicht muss es denn zusammenpassen? Wer einmal mit einem baugeschichtlichen Führer in der Hand durch die Altstadt geht, sieht jede Menge zeitliche Sprünge – das heisst, es ist unsere Wahrnehmung, die glaubt, ein harmonisches Gesamtbild entdecken zu müssen. Nicht nur grosse Metropolen, sondern auch unsere kleineren Städte, sogar unsere Dörfer stecken voller baulicher Brüche, die nur dadurch zusammenrücken, dass sie alle aus einer Zeit vor dem heutigen Zeitpunkt stammen. Es sind aber die einzelnen Spuren der Zeit, die zusammen die Aura eines Ortes ausmachen. Daher ist eigentlich selbstverständlich, dass wir – in aller Angemessenheit, in aller Sorgfalt – versuchen, dieser zeitlichen Schichtung etwas hinzuzufügen. Das kann dieser geplante Neubau sein, das kann auch etwas ganz anderes sein. Es gibt nur eine Möglichkeit, die aus denkmalpflegerischer Sicht von vornherein ausscheidet: Eine Imitation dessen, was schon da steht. Weil man dadurch erstens diesem Ort diese neue Zeitschicht verweigert, und weil man durch die Imitation auch die Erkennbarkeit des Bestehenden gefährdet.“

## Veröffentlichungen (Auswahl)
- Aufgeklärter Widerstand. Das Denkmal als Frage und Aufgabe. Birkhäuser, Basel 1989.
- Denkmalverständnis. Vorträge und Aufsätze 1990–2002. VdF, Zürich 2005, ISBN 978-3-7281-2962-8
- mit Adrian von Buttlar, Gabi Dolff-Bonekämper, Michael S. Falser, Achim Hubel (Hrsg.): Denkmalpflege statt Attrappenkult. Gegen die Rekonstruktion von Baudenkmälern – eine Anthologie. Bauverlag, Birkhäuser, Gütersloh,/Berlin/Basel 2010, ISBN 978-3-0346-0705-6. (Bauwelt Fundamente, 146)